# Ginder Ale
Ginder Ale est une bière flamande ambrée de fermentation haute.

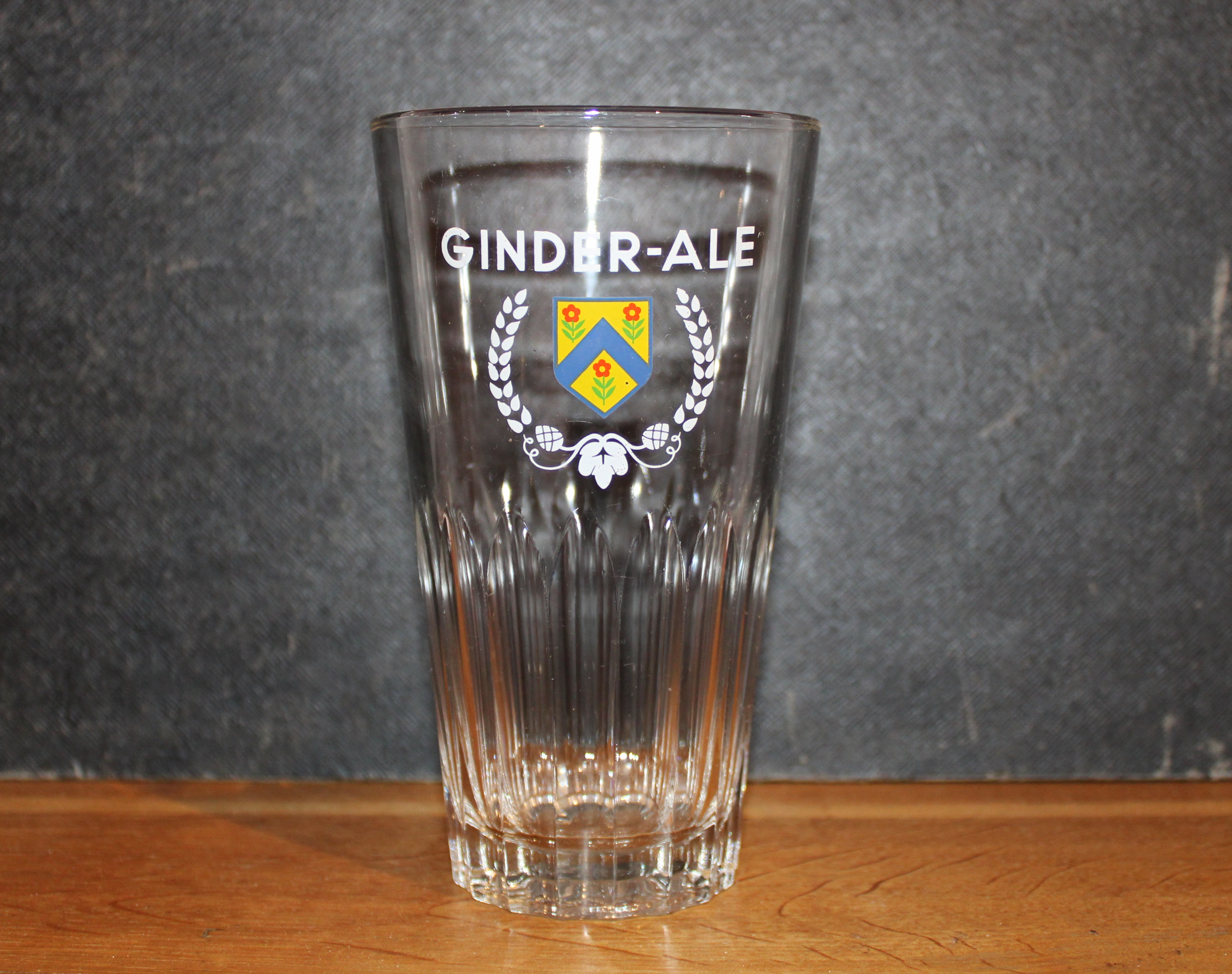
Vieux verre à bière "Ginder Ale".

La Ginder Ale a été créée par l'ancienne brasserie Martinas de Merchtem en 1928. Au début, le nom Ginder-Ale s'écrivait avec un trait d'union. Son nom provient de Van Ginderachter, nom du propriétaire de la brasserie à l'époque. Il cherchait à créer une ale dans le style de la De Koninck ou de la Palm, les bières de type anglais étant à la mode à l'époque,.
En 1973, la brasserie a été reprise par la brasserie Artois et à la suite des diverses fusions est entrée au sein du groupe AB InBev. La Ginder Ale a été brassée à Merchtem jusqu'en 1991 quand sa production a été déplacée à Louvain.
La Ginder Ale demeure un bière locale de la région de Merchtem, sa production étant limitée à 3000 hectolitres. L'ancienne brasserie Merchtem a été reconvertie en logements.